# Monetaryzm
Monetaryzm – szkoła myśli ekonomicznej zajmująca się badaniem wpływu polityki pieniężnej państwa na dochód narodowy. W obrębie tego działu ekonomii istnieje szereg rozbieżności teoretycznych i ideologicznych. Monetarystą nazywa się w tym sensie każdego ekonomistę zajmującego się tą dziedziną, niezależnie od jego poglądów w tej sprawie. Monetaryzm podkreśla długookresową neutralność pieniądza, brak krótkookresowej neutralności pieniądza, różnicę pomiędzy realnymi i nominalnymi stopami procentowymi oraz znaczenie podaży pieniądza przy analizie polityki makroekonomicznej. Głównymi przedstawicielami tego nurtu w ekonomii są Milton Friedman, Anna Schwartz, Karl Brunner, Allan Meltzer, David Laidler, Michael Parkin i Alan Walters.
W szerszym, i nie do końca poprawnym, sensie monetaryzm to również doktryna ekonomiczna charakteryzująca się silnym poparciem i wiarą w skuteczność mechanizmów rynkowych i niechęcią do nadmiernej interwencji państwa w gospodarkę. Monetaryzm ogólnie biorąc jest powrotem do klasycznych, XIX-wiecznych poglądów w tej sprawie (choć jest on obecnie dużo bardziej subtelny i złożony) stojącym w ostrym konflikcie z inną szkołą ekonomiczną zwaną keynesizmem. Monetarystą jest w tym sensie zwolennik tej szkoły myślenia ekonomicznego. Monetaryzm w drugim sensie tego słowa charakteryzuje się silną wiarą w samoregulujące się mechanizmy rynkowe, odrzucaniem tych form interwencjonizmu państwowego, które wiążą się z dużym wypływem pieniądza z kasy państwa oraz postulowaniem prowadzenia stałej i przewidywalnej polityki "mocnego" pieniądza i co za tym idzie odrzucanie koncepcji "naprawiania" gospodarki przez zmiany podstawowych stóp procentowych. Trzeba jednak zauważyć, że nie każdego zwolennika wolnego rynku można określić jako monetarystę.

## Tło historyczne
Monetaryzm to zmodyfikowana wersja ilościowej teorii pieniądza, głoszącej, że wartość pieniądza jest odwrotnie proporcjonalna, a poziom cen wprost proporcjonalny do ilości pieniądza w obiegu. Jej początki sięgają merkantylizmu, kiedy Jean Bodin sformułował opisowo zależność między ilością kruszców a poziomem cen, a dowód istnienia tej zależności w powiązaniu z wartością kruszcu przeprowadził Bernardo Davanzati.
Elementy ilościowej teorii pieniądza widoczne są w wielu późniejszych systemach poglądów ekonomicznych, najpełniejszego jej rozwinięcia dokonał Irving Fisher, formułując pieniężne równanie wymienne, z którego wynika, że suma cen sprzedawanych towarów równa się iloczynowi ilości pieniądza (gotówkowego i bezgotówkowego) i szybkości jego obiegu.

## Historia współczesnego monetaryzmu

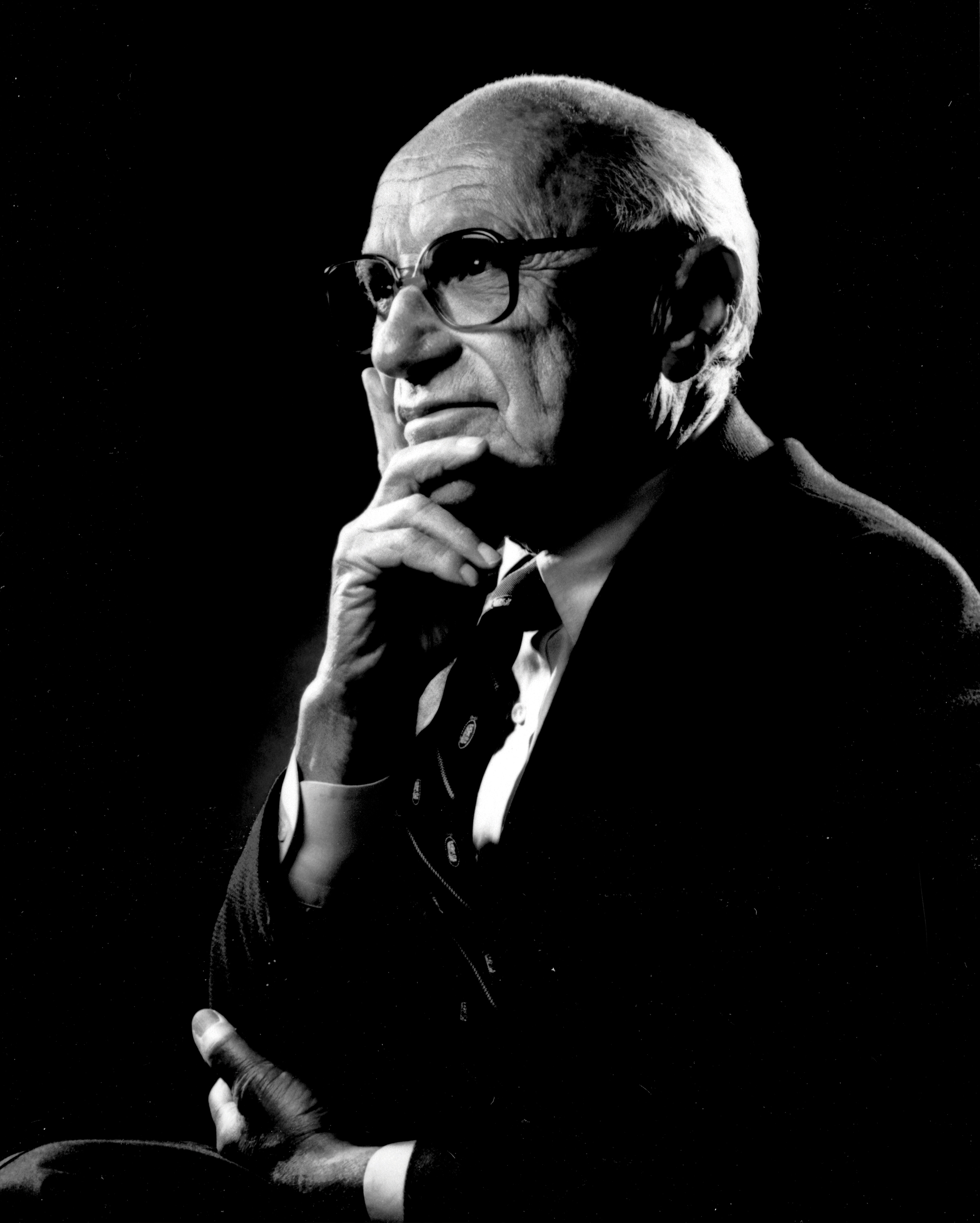
Milton Friedman (1912−2006) twórca monetaryzmu

Monetaryzm jako współczesna szkoła ekonomiczna powstał około roku 1956. Za jego narodziny uważa się opublikowanie przez Miltona Friedmana tzw. ilościowej teorii pieniądza.
Friedman dowodził, że popyt na pieniądz jest ściśle zależny od kilkunastu zmiennych ekonomicznych i może być na ich podstawie stosunkowo łatwo obliczony. Stąd, jeśli państwo zwiększy emisję pieniądza ponad tę obliczoną wartość, spowoduje to szybki nadmiar pieniędzy w bilansach poszczególnych ludzi, który spożytkują oni w większości na dodatkową konsumpcję. Dodatkowa konsumpcja spowoduje tymczasowy wzrost standardu życia. Na dłuższą metę, ten chwilowy wzrost standardu nie będzie miał jednak pokrycia w podaży dóbr, która jest zależna tylko od potencjału wytwórczego, który przez sam fakt emisji pieniądza się nie zmienia. Tymczasowy wzrost spożycia powoduje jednak na dłuższą metę stały wzrost potrzeb, co pociąga za sobą stały nacisk na wzmożoną podaż pieniądza. W tej sytuacji państwo albo nadal zwiększa podaż pieniądza wywołując inflację, albo wywołuje niezadowolenie społeczeństwa obcinaniem jego dochodów. Pogląd ten stał w ostrej sprzeczności z obowiązującym wtedy keynesizmem, który głosił, że „ilość pieniądza w gospodarce jest sprawą drugorzędną” i że wzrost jego emisji nie powoduje automatycznie wzrostu spożycia.
Wzrost popularności monetaryzmu i spadek popularności keynesizmu wynikał z teoretycznej niemożności wyjaśnienia przez keynesizm fenomenu jednoczesnej inflacji i wzrostu bezrobocia w wielu krajach, w latach 60. i 70. XX wieku. Według teorii Keynesa takie zdarzenie nie mogło po prostu mieć miejsca. Teoria Keynesa zakładała tłumienie popytu dóbr w okresie niskiego bezrobocia i wysokiej inflacji oraz pobudzanie popytu w okresie wysokiego bezrobocia i niskiej inflacji, nie wyjaśniała jednak co robić w sytuacji jednoczesnej wysokiej inflacji i bezrobocia.
Kolejne wątpliwości co do zasadności keynesizmu wywołała książka Miltona Friedmanna i Anny Schwartz A monetary History of the United States, 1867-1960, w której porównano efekty rozmaitych polityk monetarnych i ich długookresowy wpływ na gospodarkę USA. Autorzy dowodzili, że we wszystkich przypadkach kryzysu, które miały miejsce w USA, inflacja i deflacja były zawsze powodowane polityką monetarną, a nie samym wzrostem lub spadkiem popytu. Wywołało to długotrwały spór monetarystów z keynesistami na temat tego, czy aktywna polityka monetarna może w ogóle mieć jakiś pozytywny wpływ na gospodarkę. Spór ten następnie rozwinął się w długofalową dyskusję na temat efektywności różnych form interwencjonizmu, który w końcu podzielił także samych monetarystów na zwolenników pełnego zakazu interwencjonizmu i zwolenników niektórych jego form, takich jak polityka fiskalna (podatkowa), czy administracyjne rozbijanie monopoli. Dyskusja ta trwa wśród ekonomistów do dziś.
W latach 80. keynesizm stracił swoją popularność i rolę wiodącej szkoły ekonomicznej przejął monetaryzm. Monetaryzm stał się także dobrą teoretyczną podbudową dla przeprowadzanych reform gospodarczych idących w kierunku zmniejszania interwencjonizmu, prywatyzacji i stabilnej polityki pieniężnej. W USA ideami monetaryzmu motywowane były przemiany gospodarcze zainicjowane przez Ronalda Reagana, a w Wielkiej Brytanii przez Margaret Thatcher. Sukcesy tych reform (choć miały też one swoje niepowodzenia) spowodowały wzrost popularności monetaryzmu w wielu państwach, w tym również w Polsce.